# Марія (Альмерія)
Марія (ісп. María) — муніципалітет в Іспанії, у складі автономної спільноти Андалусія, у провінції Альмерія. Населення — 1455 осіб (2010).
Муніципалітет розташований на відстані близько 330 км на південний схід від Мадрида, 100 км на північ від Альмерії.
На території муніципалітету розташовані такі населені пункти: (дані про населення за 2010 рік)
- Альфауара: 2 особи
- Каньяда-Гранде: 10 осіб
- Каньядас-де-Каньєпла: 173 особи
- Касабланка: 3 особи
- Грах: 0 осіб
- Марія: 1267 осіб

## Демографія
Динаміка населення (INE ):